# Cadereyta de Montes
Cadereyta de Montes ist eine ca. 15.000 Einwohner zählende Kleinstadt und Hauptort einer gleichnamigen Gemeinde (municipio) mit insgesamt ca. 70.000 Einwohnern im mexikanischen Bundesstaat Querétaro. Im Jahr 2011 wurde das historische Zentrum der Stadt als Pueblo Mágico eingestuft.

## Lage und Klima
Die Stadt Cadereyta de Montes liegt südlich der Sierra Gorda ca. 215 km (Fahrtstrecke) nordwestlich von Mexiko-Stadt in einer mittleren Höhe von ca. 2040 m; die Stadt Querétaro befindet sich ca. 72 km in westlicher Richtung. Das Klima ist gemäßigt bis warm; Regen (ca. 505 mm/Jahr) fällt ganz überwiegend im Sommerhalbjahr.

## Bevölkerungsentwicklung
| Jahr      | 2000   | 2005   | 2010   |
| Einwohner | 10.317 | 12.199 | 13.347 |

Der leichte aber stetige Bevölkerungszuwachs in den letzten Jahrzehnten beruht im Wesentlichen auf der immer noch anhaltenden Zuwanderung von Familien aus den Dörfern der Umgebung. Die meisten Einwohner sind indianischer Abstammung oder Mestizen.

## Wirtschaft
Heute spielt die Viehzucht (Rinder, Schafe, Ziegen, Schweine) die wichtigste Rolle im Leben der Gemeinde; daneben sind auch der Anbau von Getreide (Mais, Weizen, Gerste) und der Obst- und Gemüseanbau (Bohnen, Chilis, Tomaten, Kaktusfeigen, Pfirsiche, Birnen, Feigen etc.) von Bedeutung. In der Stadt selbst haben sich Kleinhändler, Handwerker und Dienstleister aller Art sowie Institutionen des Gesundheits- und Ausbildungswesens angesiedelt.

## Geschichte
Vor der Ankunft der Spanier war das Gebiet um Cadereyta de Montes in der Hand der nomadisch lebenden und als kriegerisch eingestuften Chichimeken-Indianer. Im Jahr 1640 wurde auf Befehl des Vizekönigs Lope Díaz de Armendáriz eine Siedlung mit Namen Villa de Cadereyta gegründet, die anfänglich vom Franziskanerorden verwaltet wurde. Im Jahr 1861 erhielt der Ort die vollen Stadtrechte und erst im Jahr 1902 ihren heutigen Namen.

## Sehenswürdigkeiten
- Die Franziskaner-Kirche San Pedro y San Pablo wurde in den Jahren 1725 bis 1731 aus Bruchsteinen erbaut und anschließend weitestgehend verputzt; im Jahr 1756 wurde der aus rotem Stein errichtete Glockenturm mit einem Laternenaufsatz ergänzt. Das Kirchenschiff verfügt über ein Querhaus und eine Vierungskuppel; die Apsis beherbergt einen imposanten Barockaltar.
- Der unmittelbar daneben stehende zweitürmige Templo de la Soledad wurde im Jahr 1828 begonnen und wenige Jahre später fertiggestellt; der Kirchenbau gehörte dem auch in Mittelamerika tätigen Servitenorden.
- Der Palacio Municipal ist ein eingeschossiger Bau des 18. oder 19. Jahrhunderts.
- Ein Stadtpalast aus dem 18. Jahrhundert mit zweigeschossigem Innenhof beherbergt ein Kulturzentrum (Centro Cultural).

Umgebung
- Das ca. 1,5 km östlich des Ortszentrums gelegene ehemalige Landgut der Quinta Fernando Schmoll, eine Gründung des Malers und Kakteensammlers Ferdinand Schmoll, beherbergt einen bedeutenden botanischen Garten mit zahlreichen einheimischen und exotischen Pflanzen, die sowohl im Freiland als auch in Gewächshäusern präsentiert werden.[3]